# Zyziphora hirtifrons
Zyziphora hirtifrons is een vliegensoort uit de familie van de bochelvliegen (Phoridae). De wetenschappelijke naam van de soort is voor het eerst geldig gepubliceerd in 1976 door Peterson and Robinson.